# You'll Never Walk Alone (album)
You'll Never Walk Alone è un album compilation di Elvis Presley, pubblicato nel 1971 dalla RCA Camden, una divisione economica sussidiaria della RCA Records.
Si tratta di una raccolta di brani gospel, compreso un adattamento di You'll Never Walk Alone di Rodgers e Hammerstein.

## Tracce
Side 1
1. You'll Never Walk Alone – 2:45 (Oscar Hammerstein II & Richard Rodgers)
2. Who Am I? – 3:20 (Rusty Goodman)
3. Let Us Pray – 3:01 (Buddy Kaye & Ben Weisman)
4. (There'll Be) Peace in the Valley – 3:23 (Thomas A. Dorsey)
5. We Call on Him – 2:33 (Fred Karger, Sid Wayne, Ben Weisman)

Side 2
1. I Believe – 2:06 (Ervin Drake, Irvin Graham, Jimmy Shirl, Al Stillman)
2. It Is No Secret (What God Can Do) – 3:55 (Stuart Hamblen)
3. Sing You Children – 2:14 (Fred Burch and Gerald Nelson)
4. Take My Hand, Precious Lord – 3:17 (Thomas A. Dorsey)